# ネヘミヤ
ネヘミヤ（ヘブライ語: נְחֶמְיָה, Nəḥemyāh）は、紀元前5世紀頃に、アケメネス朝ペルシャによりユダヤ属州の総督として派遣されたユダヤ人である。エルサレムの城壁を再建し、ユダヤ民族再興に取り組み、エズラらとともにユダヤ史における第二神殿時代のはじまりを担った。名前は「ヤハウェは癒やす」という意味。

## 旧約聖書によるネヘミヤ
ユダ王国のユダヤ人たちは、紀元前586年に新バビロニアによってエルサレムが陥落したあとバビロンに移される（バビロン捕囚）。その後紀元前539年、ペルシャによって新バビロニアが滅ぼされ、捕囚民のエルサレムへの帰還が許されるが、一部のユダヤ人は優遇され繁栄していたためにそのまま残る者も多かった。ハカルヤの息子であるネヘミヤも、アケメネス朝ペルシャの王であるアルタクセルクセス1世（在位465-424BC）の献酌官という名誉ある地位に就いていた。しかし、ある日エルサレムから尋ねて来た親戚の話に心を痛める。「かの州で捕囚を免れて生き残った者は大いなる悩みと、はずかしめのうちにあり、エルサレムの城壁はくずされ、その門は火で焼かれたままであります」（ネヘミヤ記1:3)。
紀元前445年、ネヘミヤはエルサレムに行く決意を固め、王の許可を取り付け、また多くの便宜をはかってもらい、総督として向かった。そして様々な妨害に会いながらも、52日でエルサレムの城壁を修復する。「またわたしは、ユダの地の総督に任ぜられた時から、すなわちアルタシャスタ王の第二十年から第三十二年まで、十二年の間、わたしもわたしの兄弟たちも、総督としての手当を受けなかった」（ネヘミヤ記5:14)。「わが神よ、トビヤ、サンバラテおよび女預言者ノアデヤならびにその他の預言者など、すべてわたしを恐れさせようとする者たちをおぼえて、彼らが行ったこれらのわざに報いてください。こうして城壁は五十二日を経て、エルルの月の二十五日に完成した」（ネヘミヤ記6:14-15)。
紀元前433年、ネヘミヤはペルシャに戻り再び王に仕える。しかしその後にユダヤ人の信仰が乱れたため、再びエルサレムに戻り様々な改革を行う。「その当時、わたしはエルサレムにいなかった。わたしはバビロンの王アルタシャスタの三十二年に王の所へ行ったが、しばらくたって王にいとまを請い、エルサレムに来て、エリアシブがトビヤのためにした悪事、すなわち彼のために神の宮の庭に一つのへやを備えたことを発見した」（ネヘミヤ記13:6-7)。

## ネヘミヤの事績
ネヘミヤ記では、破壊されたエルサレムの城壁の修復に関する事柄がメインのひとつとなっている。修復の際、エルサレムやその周辺に領土を持つサマリヤ人などから妨害されるが、武器を持たせて警戒させた。また、ペルシャ王に背き王になるつもりだと言う噂を立てようとする脅迫にも怯まずに完成させた。城壁の完成によって町の安全性が高まると、エルサレムの住民を増やしエルサレムの町を治めさせた。「民のつかさたちはエルサレムに住み、その他の民はくじを引いて、十人のうちからひとりずつを、聖都エルサレムに来て住ませ、九人を他の町々に住ませた」（ネヘミヤ記11:1)。
そして、神殿への奉仕や務めについて定め、これを守らせた「すなわちイスラエルの人々およびレビの子孫は穀物、ぶどう酒、および油の供え物を携えて行って、聖所の器物および勤めをする祭司、門衛、歌うたう者たちのいるへやにこれを納めなければならない。こうしてわれわれは、われわれの神の宮をなおざりにしない」（ネヘミヤ記10:39)。
また、安息日の取り引きを中止させた。「そこで安息日の前に、エルサレムのもろもろの門が暗くなり始めた時、わたしは命じてそのとびらを閉じさせ、安息日が終るまでこれを開いてはならないと命じ、わたしのしもべ数人を門に置いて、安息日に荷を携え入れさせないようにした」（ネヘミヤ記13:19)。
さらに、異邦人との結婚を禁じた。「そのころまた、わたしはアシドド、アンモン、モアブの女をめとったユダヤ人を見た。彼らの子供の半分はアシドドの言葉を語って、ユダヤの言葉を語ることができず、おのおのその母親の出た民の言葉を語った。わたしは彼らを責め、またののしり、そのうちの数人を撃って、その毛を抜き、神の名をさして誓わせて言った、「あなたがたは彼らのむすこに自分の娘を与えてはならない。またあなたがたのむすこ、またはあなたがた自身のために彼らの娘をめとってはならない」（ネヘミヤ記13:23-25)。
上記の続きで、大祭司エリアシブの子ヨイアダ（ヨヤダ）のひとりの子がホロン人サンバラト（サマリアの総督）の娘を嫁に取っていたため追放した（ネヘミヤ記13:28)。
など、ネヘミヤは厳しく様々な問題に取り組み、宗教上の改革や社会の改革を行ったとされる。